# Presa de Glen Canyon
La presa de Glen Canyon és un embassament del Riu Colorado, al sud-oest dels Estats Units. Està situada prop de la ciutat de Page al comtat de Coconino, a Arizona. Va ser construïda entre 1957 i 1964, formant el llac Powell més amunt. L'objectiu de l'embassament és la generació d'electricitat i la prevenció d'inundacions.

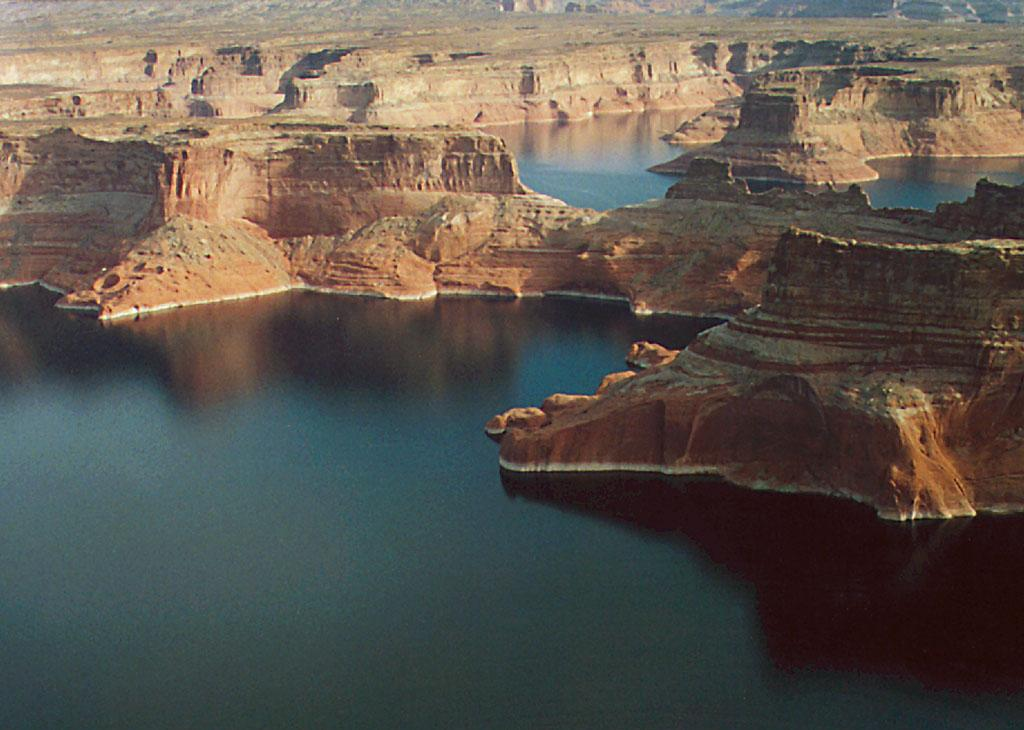
Llac Powell

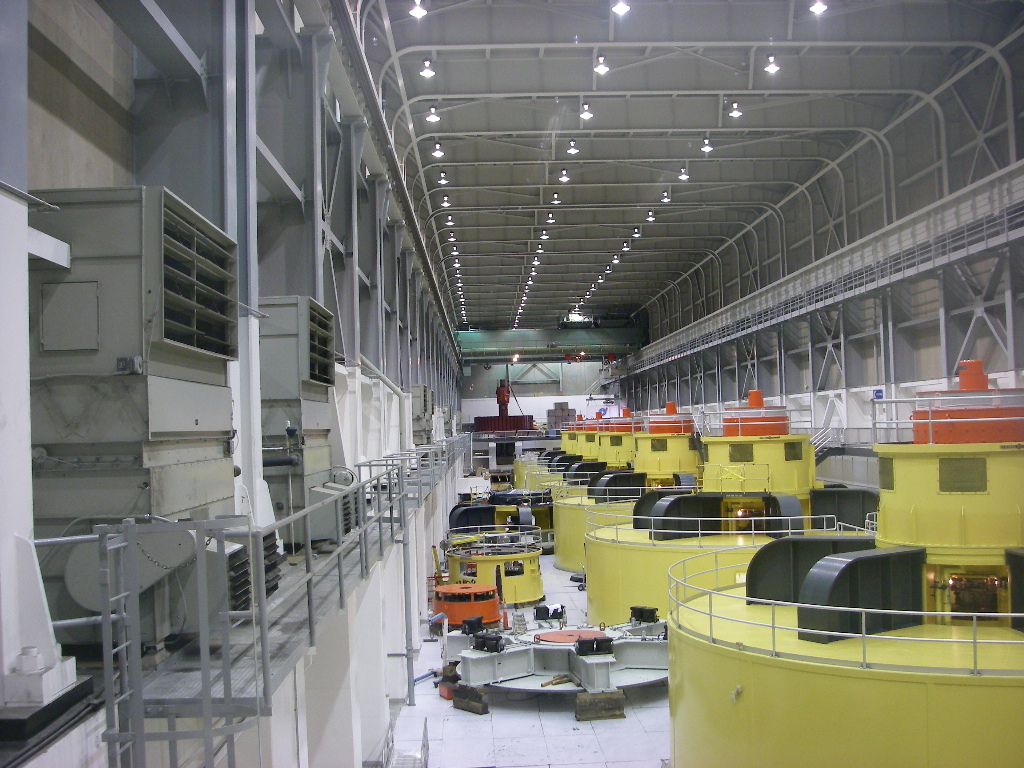
Sala de turbines.